# Креативна педагогіка
«Креативна педагогіка» — український науково-методичний журнал для педагогів. 

## Історія та зміст
Заснований у 2010 році громадською організацією «Академія міжнародного співробітництва з креативної педагогіки» та Житомирським університетом. 
Друкують двічі на рік накладом 300 примірників. Матеріали вміщують українською, англійською та польською мовами. 
Висвітлює проблеми духовної культури та світської етики, соціально-педагогічної діяльності, креативної виховної й дидактичної технології. 
Рубрики: «Наука — освіті», «Ласкаво просимо в науку / Студії молодих науковців», «Педагогічні студії». 
Головні редактори: Д. Чернілевський (з 2010 по 2016), Н. Сидорчук (з 2016 року).

## Джерело
- О. А. Дубасенюк. Креативна педагогіка // Енциклопедія сучасної України / ред. кол.: І. М. Дзюба [та ін.] ; НАН України, НТШ. — К. : Інститут енциклопедичних досліджень НАН України, 2001–2024. — ISBN 966-02-2074-X.